# Хороскоп
Хороско̀п в тесния смисъл на думата е карта на разположението на небесните тела в часа на раждането на някого и предсказанието на съдбата му по такава карта . В общия смисъл на думата хороско̀п е характеристика и предсказание на някого в зависимост от времето на раждане. Със съставянето и тълкуването на хороскопи се занимава астрологията.

Първите хороскопи са засвидетелствани във Вавилон и датират от 410 г. пр.н.е. Освен индивидуална (за определен човек, дата и час, действие, състояние) характеристиката може да бъде и обща – за определена територия (държава), интервал от време (седмица, месец, година) или група от дейности.

Хороскопът зависи преди всичко от времето, като се отчита и място (географска дължина). Може да бъде обвързан и с други елементи – имена на животни, растения, цветове, скъпоценности и други вещества и явления. В зависимост от това съществуват различни зодиаци и хороскопи.

## Видове хороскопи
- Според времето хороскопите са: дневен, седмичен, месечен, годишен, пожизнен.

- Според Зодиака най-известните хороскопи са: сидеричен, тропичен, класически (небесен), китайски, тибетски, японски, египетски, келтски или галски, комбиниран и др.

- Според геометричната небесна проекция хороскопите са: едноизмерен, псевдо двуизмерен, квадратен (античен), двуизмерен, триизмерен (сферичен).

## Класически (небесен) хороскоп

### История и състав
Класическият (небесен) хороскоп се основава на астрономическия зодиак. В резултат от движението на Земята по нейната орбита за една година видимото положение на Слънцето на фона на звездите описва по небето окръжност, наречена еклиптика. Видимият годишен път на Слънцето по еклиптиката преминава през 13 от известните днес 88 съзвездия. Това са съзвездията: Риби, Овен, Телец, Близнаци, Рак, Лъв, Дева, Везни, Скорпион, Змиеносец, Стрелец, Козирог и Водолей (виж картата). 12 от тях са наречени зодиакални). Тринадесетото съзвездие, което днес липсва сред зодиакалните съзвездия, е Змиеносец.
В историята на астрологията съществуват данни за 13 и 14 зодии през Римско време. Тринадесетата зодия, която няма свое съзвездие и се е намирала между Телец и Близнаци, е Паяк. Зодия Паяк е била известна и в Древна Гърция. С нея са боравели обаче и жреците на друидите. Зодията е била заличена в Римската империя. Тя е отстранена от зодиака от римския диктатор Гай Юлий Цезар, който е бил суеверен и вярвал, че Паякът му носи нещастие. Затова прави реформа на календара през 45 г. пр.н.е. и разпорежда отпадането на този зодиакален знак от Римския зодиак при въвеждането на новия Юлиански календар. След смъртта му в негова чест е наречен месец юли. Така Зодиакът остава с 13 знака и е тълкуван в Римската империя като опасна част от познанието. Броят на знаците остава „фатално число“ и се е считало, че това би зареждало хороскопите със суеверия. Заличаването на Паяк от зодиакалния кръг е създало неравновесие, защото са останали 13 зодиакални знака, които, разположени в кръг, се оказват без противостоящ равновесен знак. Затова отпада и зодиакалният знак Змиеносец, който е стоял в противовес на Паяка. Така небесният хороскоп остава с 12 зодии.

### Принцип на построение, разлики и неточности
Разположението на небесните тела, които са от интерес при съставянето на хороскоп е еднозначно определено във времето, но може да бъде описвано спрямо различни точки. Най-често се използва тропически зодиак, при който знаците съответстват на дванадесет 30-градусови деления започващи от равноденствената точка. Тези деления, макар да носят имената на зодиакалните съзвездия не съответсват реално с тях. Причина „истинската зодия“, отчетена по звездния зодиак да се различава от тропическата е прецесирането на земната ос. В периода приблизително от 2000 г. пр.н.е. до 500 г. най-близко до посоката север е била звездата Кохаб (β на съзвездието Малка мечка в единия му край). Днес северът е изместен в другия край на съзвездието и за ориентир към северния полюс служи най-ярката му звезда (α на Малка мечка), наречена затова Полярна звезда. Сега пролетната равноденствена точка се намира в съзвездието Риби, а есенната – в съзвездието Дева. Преди около 2000 години обаче, пролетната равноденствена точка се е намирала в Овен, а есенната – във Везни. Това преместване на равноденствените точки по зодиакалните съзвездия означава, че земната ос бавно се мести в пространството. За около 26 000 години тя описва пълен конус и се връща в първоначалното си положение. Това явление се нарича прецесия и се дължи на елипсоидната форма на Земята. Гравитационното въздействие върху нашата елипсоидна планета от страна на Слънцето и Луната предизвиква изменението в ориентацията на земната ос с времето. Поради прецесията звездните карти постоянно остаряват, а положението на небесните полюси непрекъснато се променя. С преначертаните през XX век граници на съзвездията продължителността на преминаване на Слънцето през тях е различна – от 8,4 дни в Скорпион до 44,5 дни в Дева. През 1996 г. Уолтър Бърг представя актуализирана траектория на Слънцето, отчитаща реалното му положение и времетраене на престоя в 13-те съзвездия, като се отчита и преминаването през съзвездието Змиеносец.

Класическият хороскоп за улеснение е изграден на зодиак с 12 зодии по 30 – 31 дни, съответстващи на 12-те месеца и определени по време според Тропическия зодиак както в древността – 12 сектора по 30 – 31 градуса, съответстващи на едно пълно завъртане на Земята около Слънцето и на дните на годината. (Месеци с по-малка продължителност е имало в римския календар преди юлианската реформа и дотогава във високосните години добавяли 13-и февруарски месец.)

### Характеристика на зодиите
В подробните хороскопи за всяка зодия се посочват девиз, елемент, управляваща планета, цветове, цвете, скъпоценни камъни, щастливо число, ден, сезон, хармонични и нехармонични знаци, предпочитания и съвместимост, силни страни, части от тялото с възможни здравословни проблеми.
Овен (21 март – 20 април)

Телец (21 април – 20 май)

Паяк (16 май – 12 юни)

Близнаци (22 май – 21 юни)

Рак (22 юни – 22 юли)

Лъв (23 юли – 22 август)

Дева (23 август – 23 септември)

Везни (24 септември – 23 октомври)

Скорпион (24 октомври – 22 ноември)

Стрелец (23 ноември – 21 декември)

Змиеносец (27 ноември – 17 декември)

Козирог (22 декември – 19 януари)

Водолей (20 януари – 18 февруари)

Риби (19 февруари – 20 март)
С наклонен шрифт са неофициалните зодии Паяк и Змиеносец, отпаднали от съвременния класически хороскоп.

## Китайски хороскоп
Китайската астрология датира от преди повече от 3000 години. Тя има важно значение за Изтока и е една от най-древните философски точки за съществуването на Китай.
Китайският хороскоп съдържа 12 зодиакални знака, определени от влиянието на Луната и носещи имената на животни – плъх (мишка), бик (бивол, вол), тигър, заек (котка), дракон, змия, кон, коза (овца), маймуна, петел, куче, глиган (свиня). Легендата разказва, че преди много време Буда решил да свика по един представител от всеки животински вид, населяващ неговите владения. Искал да повери на всеки специална мисия. На поканата се отзовали само най-смелите и умни горски обитатели. Пръв изскочил хитрият и любопитен плъх. Веднага след него се явил биволът – тежък и безстрашен, после дошъл тигърът – смел и красив. След него, озъртайки се предпазливо, дотичал заекът. После, с тежка стъпка, се явил дракона. Последвала го змията – тиха, но опасна. Дошли също конят, доверчивата овца, винаги веселата маймуна, петелът, вярното куче и дивият глиган. Животните били общо 12 на брой и всеки от тях Буда дарил с различни качества и способности. Зодията се определя според годината на раждане.
Плъх /мишка/ (1912, 1924, 1936, 1948, 1960, 1972, 1984, 1996, 2008, 2020)

Бик /бивол, вол/ (1913, 1925, 1937, 1949, 1961, 1973, 1985, 1997, 2009, 2021)

Тигър (1914, 1926, 1938, 1950, 1962, 1974, 1986, 1998, 2010, 2022)

Заек /котка/ (1915, 1927, 1939, 1951, 1963, 1975, 1987, 1999, 2011, 2023)

Дракон (1916, 1928, 1940, 1952, 1964, 1976, 1988, 2000, 2012, 2024)

Змия (1917, 1929, 1941, 1953, 1965, 1977, 1989, 2001, 2013, 2025)

Кон (1918, 1930, 1942, 1954, 1966, 1978, 1990, 2002, 2014)

Коза /овца/ (1919, 1931, 1943, 1955, 1967, 1979, 1991, 2003, 2015)

Маймуна (1908, 1920, 1932, 1944, 1956, 1968, 1980, 1992, 2004, 2016)

Петел (1909, 1921, 1933, 1945, 1957, 1969, 1981, 1993, 2005, 2017)

Куче (1910, 1922, 1934, 1946, 1958, 1970, 1982, 1994, 2006, 2018)

Глиган /свиня/ (1911, 1923, 1935, 1947, 1959, 1971, 1983, 1995, 2007, 2019)

## Тибетски хороскоп
Астролозите считат, че най-прецизният хороскоп на света е създаден в Тибет. Тибетската философия смята, че годината на раждане говори много повече за личността на даден човек, отколкото той е склонен да вярва. Според тибетците, тя не само разказва за личността на човека, но много точно показва какъв е бил в предишните си животи и дава съвети за бъдещето. Благодарение на тази информация той по-лесно може да избере сегашната си професия. Според окултистите, душите ни помнят всяко прераждане, случки, хора и много други подробности от миналото. Те обаче са скътани в нашето подсъзнание.
Тибетският хороскоп има 12 зодии и цикълът се повтаря през 12 години.
Монах в компанията на маймуна (1927, 1939, 1951, 1963, 1975, 1987, 1999, 2011)

Жарко слънце (1926, 1938, 1950, 1962, 1974, 1986, 1998, 2010)

Нова луна (1925, 1937, 1949, 1961, 1973, 1985, 1997, 2009)

Черен бивол (1924, 1936, 1948, 1960, 1972, 1984, 1996, 2008)

Кожена гривна (1923, 1935, 1947, 1959, 1971, 1983, 1995, 2007)

Езерна костенурка (1922, 1934, 1946, 1958, 1970, 1982, 1994, 2006)

Метален гонг (1921, 1933, 1945, 1957, 1969, 1981, 1993, 2005)

Нефритена колона (1920, 1932, 1944, 1956, 1968, 1980, 1992, 2004)

Източник на чиста вода (1931, 1943, 1955, 1967, 1979, 1991, 2003, 2015)

Пазител на огъня (1930, 1942, 1954, 1966, 1978, 1990, 2002, 2014)

Кобра (1929, 1941, 1953, 1965, 1977, 1989, 2001, 2013)

Ярък въздушен змей (1928, 1940, 1952, 1964, 1976, 1988, 2000, 2012)

## Комбиниран хороскоп
Той представлява комбинация между вашата зодия, определена от деня и месеца на раждане и от китайската ви зодия, определена от годината ви на раждане. На всяка комбинация отговаря определена цифра. В него зодиите са само 7. Той не отрича индивидуалността на всеки човек, но определя темперамента, характера в дълбочина, както и пътя, по който конкретната личност трябва да върви.
| Зодии      | Овен | Телец | Близнаци | Рак | Лъв | Дева | Везни | Скорпион | Стрелец | Козирог | Водолей | Риби |
| ---------- | ---- | ----- | -------- | --- | --- | ---- | ----- | -------- | ------- | ------- | ------- | ---- |
| Петел      | 4    | 5     | 2        | 7   | 2   | 5    | 4     | 3        | 6       | 1       | 7       | 3    |
| Куче       | 3    | 7     | 5        | 2   | 4   | 2    | 5     | 4        | 3       | 7       | 1       | 6    |
| Глиган     | 6    | 3     | 4        | 5   | 7   | 4    | 7     | 5        | 4       | 3       | 6       | 1    |
| Плъх       | 1    | 6     | 3        | 4   | 5   | 2    | 6     | 2        | 7       | 4       | 3       | 6    |
| Бик/ Бивол | 6    | 1     | 7        | 3   | 4   | 5    | 2     | 4        | 2       | 5       | 7       | 3    |
| Тигър      | 3    | 7     | 1        | 6   | 3   | 4    | 5     | 7        | 4       | 2       | 5       | 4    |
| Заек       | 4    | 3     | 6        | 1   | 7   | 3    | 4     | 5        | 2       | 7       | 2       | 5    |
| Дракон     | 5    | 4     | 3        | 7   | 1   | 6    | 3     | 4        | 5       | 2       | 4       | 7    |
| Змия       | 2    | 5     | 4        | 3   | 6   | 1    | 6     | 7        | 7       | 5       | 2       | 4    |
| Кон        | 7    | 2     | 5        | 4   | 3   | 6    | 1     | 6        | 3       | 4       | 5       | 7    |
| Овца/ Коза | 2    | 4     | 7        | 5   | 4   | 7    | 6     | 1        | 6       | 3       | 4       | 5    |
| Маймуна    | 7    | 2     | 4        | 2   | 5   | 7    | 3     | 6        | 1       | 6       | 3       | 4    |

1 – Крал

2 – Вожд

3 – Рицар

4 – Аристократ

5 – Професор

6 – Шут

7 – Вектор

## Японски хороскоп
Японският хороскоп има 11 знака, всички дълбоко свързани с Япония, японската култура и история. Започва от февруари, когато е началото на източната (китайска) нова година.
- Черешов цвят (15 февруари – 20 март)
- Слънце (21 март – 29 април)
- Бамбук (30 април – 4 юни)
- Оризище /вол от оризището/ (5 юни – 6 юли)
- Лотос (7 юли – 1 август)
- Мост (2 август – 27 септември)
- Градина /градинско камъче/ (28 септември – 10 октомври)
- Император (11 октомври – 18 ноември)
- Императрица (19 ноември – 26 декември)
- Луна (27 декември – 18 януари)
- Костенурка /свещена костенурка/ (19 януари – 14 февруари)

## Египетски хороскоп
Египтяните имали своя астрология, която е описана в „Книга на мъртвите“, създадена от египетските жреци. Чрез нея те гадаели какъв е характерът на човек и се опитвали да предсказват съдбите на хората, а с данните от хороскопа човек се съобразявал до смъртта си. Според египетската астрология животът на земята е подготовка за отвъдното. Египтяните издигнали в култ различни богове, които според египетския календар ръководят живота на хората на Земята и задгробния им живот. Те натрупали огромни знания, но не се старали да открият причината за явленията, вярвайки, че е грешно човек да се меси в тайните предначертания на боговете. ,,
Съществуват различни версии на египетски хороскоп според периодите и броя на боговете.

### Египетски хороскоп с 12 зодии
Зодията е разделена на 2 до 4 периода, които се управляват от един бог. 
Нил (1 – 7 януари, 19 – 28 юни, 1 – 7 септември, 18 – 26 ноември)

Амон-Ра (8 – 21 януари, 1 – 11 февруари)

Мут (22 – 31 януари, 8 – 22 септември)

Геб (12 – 29 февруари, 20 – 31 август)

Озирис (1 – 10 март, 27 ноември – 18 декември)

Изида (11 – 31 март, 18 – 29 октомври, 19 – 31 декември)

Тот (1 – 19 април, 8 – 17 ноември)

Хор (20 април – 7 май, 12 – 19 август)

Анубис (8 – 27 май, 29 юни – 13 юли)

Сет (28 май – 18 юни, 28 септември – 2 октомври)

Бастет (14 – 28 юли, 23 – 27 септември, 3 – 17 октомври)

Сехмет (29 юли – 11 август, 30 октомври – 7 ноември)

### Египетски хороскоп с 24 зодии
Зодията включва един период, които се управлява от отделен бог. 
Хнум (2.I – 19.I)

Сет (20.I – 1.II)

Маат (2.II – 17.II)

Анубис (18.II – 1.III)

Упес (2.III – 19.III)

Изида (20.III – 2.IV)

Ихи (3.IV – 19.IV)

Баст (20.IV – 1.V)

Тот (2.V – 20.V)

Хонсу (21.V – 30.V)

Бену (31.V – 20.VI)

Хатор (21.VI – 1.VII)

Нун (2.VII – 21.VII)

Озирис (22.VII – 2.VIII)

Птах (3.VIII – 22.VIII)

Тефнут (23.VIII – 30.VIII)

Амон-Ра (31.VIII – 22.IX)

Мут (23.IX – 1.X)

Хапи (2.X – 22.X)

Хор (23.X – 3.XI)

Собек (4.XI – 21.XI)

Сехмет (22.XI – 30.XI)

Мафдет (1.XII – 20.XII)

През XV век пр. н. е. фараон Аменхотеп IV се отказва от многобожието и провъзгласява за единствен бог Атон, бог на слънчевия диск. Така фараонът неволно поставя под забрана и египетския хороскоп, който е свързан с култа към многото богове.